# Moreleigh
Moreleigh eller Morley är en by i civil parish Halwell and Moreleigh, i distriktet South Hams, i grevskapet Devon i England. Byn är belägen 9 km från Knightsbridge. Moreleigh var en civil parish fram till 1986 när blev den en del av Halwell, Diptford och East Allington. Civil parish hade 102 invånare år 1961. Byn nämndes i Domedagsboken (Domesday Book) år 1086, och kallades då Morlei/Morleia.